# Gare de Canton-Est
La gare de Canton-Est (Chinois: 廣州東站; initialement appelée gare de Tin-Ho, Chinois: 天河站) est une gare ferroviaire chinoise importante à 1 Rue-Gare-de-l'Est, au district de Tianhe, Canton, Guangdong, la république populaire de Chine. Cette gare est un terminus du Rapide Canton-Kowloon et du l'Harmonie, la ligne de banlieue à grande vitesse entre Canton et Shenzhen.